# ᵆ
Cette page contient des caractères spéciaux ou non latins. S’ils s’affichent mal (▯, ?, etc.), consultez la page d’aide Unicode.
ᵆ, appelée ae culbuté en exposant, ae culbuté supérieur ou lettre modificative ae culbuté, est un symbole phonétique utilisé dans l’alphabet phonétique ouralique. Il est formé de la lettre ae culbuté ‹ ᴂ › mise en exposant, et comme celui-ci peut être un æ tourné à 90° ‹ æ › ou 180° ‹ æ ›.

## Utilisation
Dans l’alphabet phonétique ouralique utilisé par Toivo Lehtisalo (fi), l’ae culbuté en exposant est utilisé pour représenter la même voyelle que l’ae culbuté mais avec une prononciation réduite, par exemple comme le schwa.

## Représentations informatiques
La lettre modificative ae culbuté peut être représenté avec les caractères Unicode suivants (Extensions phonétiques) :
| formes       | représentations | chaînes de caractères | points de code | descriptions                             | note                            |
| ------------ | --------------- | --------------------- | -------------- | ---------------------------------------- | ------------------------------- |
| modificative | ᵆ               | ᵆ                     | U+1D46         | lettre modificative minuscule ae culbuté | codé pour le symbole phonétique |